# علم حضوري
العلم الحضوري  هو مصطلح فلسفي و منطقي يقابل العلم الحصولي، فالعلم لدى جملة من الفلاسفة المسلمين ينقسم إلى قسمين: حصولي وحضوري

## التعريف
عرّف الفلاسفة المسلمين العلم الحضوري بأنّه:
«حضور نفس المعلوم لدى العالم».
أي حضور حقيقة الشيء المراد العلم به لدى نفس العالم، لا حضور فقط الصورة العلمية للشيء.وبمعني آخر العلم بالشيء بدون حصول صورته بالذهن، كعلم زيد لنفسه،أو علم الفرد بحزنه وألمه وجوعه ووجوده، فالحزن مثلا هو في واقع الأمر حاضر بنفس حقيقته في نفس الفرد العالم.